# NGC 1096
NGC 1096 is een balkspiraalstelsel in het sterrenbeeld Slingeruurwerk. Het hemelobject werd op 3 oktober 1836 ontdekt door de Britse astronoom John Herschel.

## Synoniemen
- PGC 10336
- ESO 115-28
- AM 0242-600
- IRAS02425-6007